# 博克斯卡号轰炸机

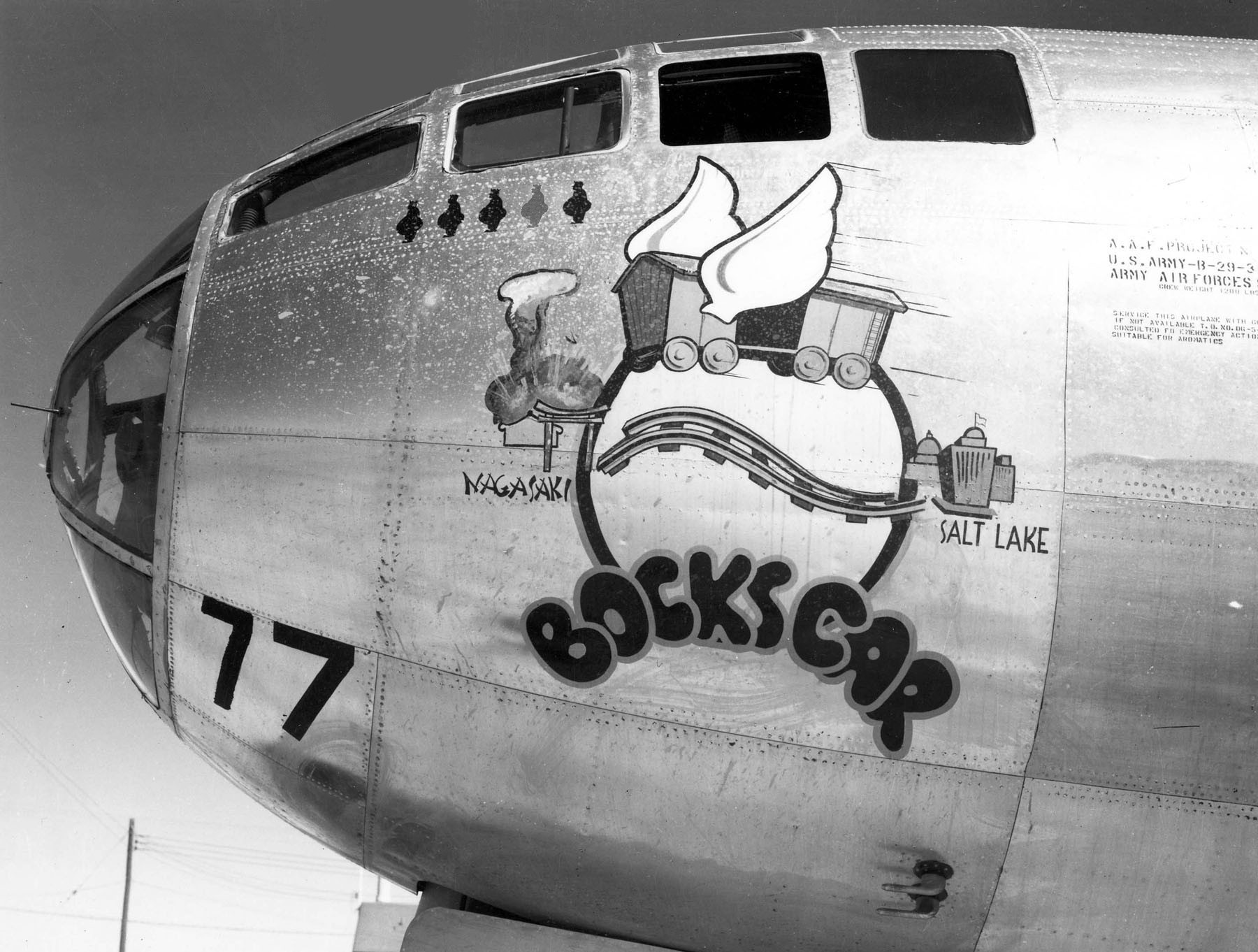
“博克的车”机鼻艺术涂绘：“胖子”轮廓符号代表着四次南瓜炸弹任务（黑色符号）以及投在长崎的原子弹（红色符号，一行五个中的第四个）

博克斯卡号轰炸机（英語：Bockscar）有时称为“博克的车”（Bock's Car），是美国陆军航空队一架B-29轰炸机的名字，这架轰炸机就是促使第二次世界大战结束，于1945年8月9日在日本的长崎市投掷下“胖子原子弹”的著名轰炸机，扔下那枚大炸弹也是用来对付日本的第二个原子武器，它被分配到了第509混合飞行大队中的第393轰炸中队。
这个画在飞机上的名字是一个双关语“货车车厢”（boxcar），且在任务完成后由该飞机的指挥官兼飞行中队队长弗雷德里克·C·博克所起。

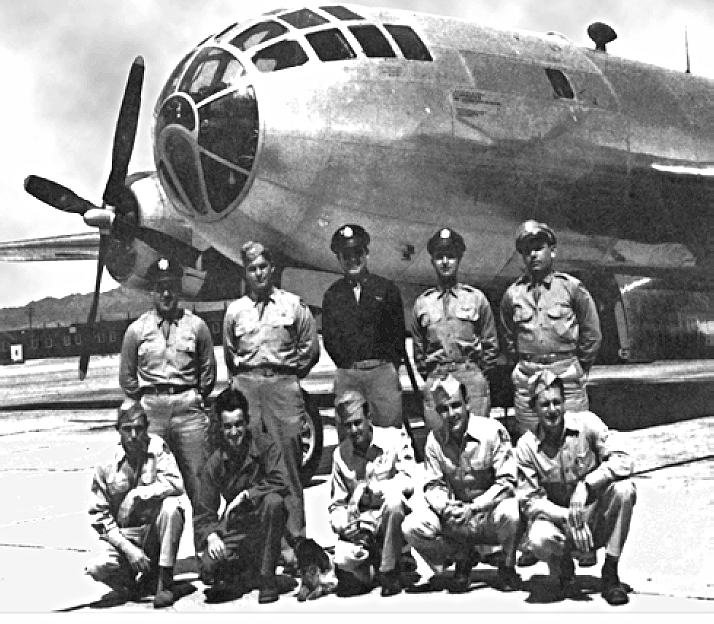
C-15组员，前排为迪哈尔特，Kuharek，巴克利，加拉格尔，斯皮策；后面为：奥李维，Beahan，斯维尼，冯·佩尔特和奥尔伯里

## 美国空军国家博物馆内的展示
|  |  |  |  |